# Jules Gérard-Libois
Jules Gérard-Libois, né le 3 décembre 1923 à Ougrée et mort le 26 décembre 2005 à Ixelles, est un historien, écrivain et politologue belge,, président-fondateur du Centre de recherche et d’information socio-politiques (CRISP), connu pour ses célèbres « courriers hebdomadaires » qu'il crée en 1958 avec Jean Ladrière, François Perin et Jean Neuville. Il commente durant plusieurs années les résultats des élections à la RTBF. Il est cofondateur du Centre d’études et de documentation africaines (CEDAF). Il a été membre du groupe belge formé autour de la revue Esprit, puis du comité de direction de La Revue Nouvelle. Historien spécialisé de l'histoire de l'Afrique, Jules Gérard-Libois a fait partie des experts désignés pour encadrer les travaux de la Commission Lumumba, qui visait à éclaircir les circonstances de l’assassinat de l'ex-Premier ministre congolais. Il était également directeur honoraire de l'information à la Commission européenne.

## Biographie
Né en 1923, il a fait des études de droit à l'université de Liège. Au lendemain de la Guerre, il devient rédacteur en chef de l'édition belge de Témoignage chrétien, ce qui le place parmi les chrétiens progressistes. Il participe à la création des groupes Esprit en Belgique, sous l'égide d'Emmanuel Mounier, avec Jean Ladrière, Jacques Taminiaux et François Perin. Il est journaliste à La Cité de 1950 à 1957, mais il se rend compte qu'il manque un outil d'analyse sur les réalités politiques belges, c'est pourquoi il a fondé le CRISP (Centre de recherche et d'information socio-politiques).

## Idées
Connu de beaucoup de chercheurs pour ses publications sur l'histoire de la République démocratique du Congo depuis le Congo belge, Jules Gérard Libois s’est démarqué avec Benoît Verhaegen des cercles colonialistes en écrivant l’histoire de la RDC sans sentiments, sans a priori. Ils ont permis aux chercheurs congolais d’accéder à des sources fiables de leur histoire nationale : la série Congo 1959, 1960 à 1967 à laquelle Mobutu a mis fin au lendemain de la création du parti-État, l’ouvrage de M. Crawford Young (en), Politics in Congo, traduit en français par le CRISP que dirigeait Jules Gérard Libois. Il a consacré sa vie à la RDC.

## Ouvrages
- La décision politique en Belgique en 1965[3].
- J. Gérard-Libois et José Gotovitch. L'An 40. La Belgique occupée. Bruxelles, CRISP, 1971.
- Léopold III, de l'an 40 à l'effacement, écrit avec José Gotovitch, en 1991.
- La Belgique entre dans la guerre froide et l'Europe (1947-1953), écrit avec Roseline Lewin, en 1992[5].
- Belgique - Congo 1960. Le 30 juin pourquoi. Lumumba comment. Le portefeuille pour qui, écrit avec Jean Heinen, De Boeck Supérieur, 1993[6]
- Colette Braeckman, Jules Gérard-Libois, Jean Kestergat, Jacques Vanderlinden, Benoît Verhaegen, Jean-Claude Willame, Congo 1960 : Échec d'une décolonisation, Bruxelles, André Versaille, 2010, 164 p. (ISBN 978-2-87495-078-0)
- Jules Gérard-Libois a créé la collection de livres d'histoire Pol-His et publié, via le CRISP, des numéros spéciaux sur le Congo[3]. Il a publié des ouvrages sur l'extrême droite en Belgique francophone[4].

## Centre d'études et de documentation africaines (CEDAF)
Le Musée royal de l’Afrique centrale conserve les archives de Jules Gérard-Libois, fondateur du CEDAF. Ce centre est intégré au Musée royal de l'Afrique centrale en tant que section d’histoire du temps présent. Les archives de Jules Gérard-Libois contiennent, entre autres, un fonds important de photos qui renseignent sur les évènements et les acteurs de l’indépendance du Congo et de la période postcoloniale. Elles englobent en outre l'enregistrement sonore des négociations de la Table ronde belgo-congolaise de 1960, ainsi qu'une collection d'ouvrages et de revues.
Les archives sont constituées de pièces rassemblées de 1958 à 2004, tout au long de l’activité professionnelle de Gérard-Libois. Ceci a eu lieu dans le cadre de projets de publication d'ouvrages consacrés à l'évolution politique du Congo et aux relations belgo-congolaises, soit les principaux domaines de recherche du CRISP.
Les archives embrassent une période de l’histoire du Congo qui va des années 1940 à l’arrivée au pouvoir de Laurent-Désiré Kabila en 1997. Une série concerne les travaux de la Commission d'enquête parlementaire belge sur les circonstances de l'assassinat, en janvier 1961, de Patrice Lumumba, le Premier ministre congolais. Une autre concerne le rôle de Che Guevara dans la guérilla congolaise en 1965. Les autres séries ont trait au Congo dans la guerre (1940-1945), à la période ayant précédé l'indépendance de 1960, aux rébellions des années 1960, au régime Mobutu (1965-1993), à la trajectoire de Laurent Désiré Kabila (1979-1999), etc..